# A Great Big World
Gli A Great Big World sono un duo musicale statunitense composto da Chad King e Ian Axel, di origini newyorkesi.
Il duo si è fatto conoscere soprattutto grazie ai brani This Is the New Year, interpretato dal cast di Glee durante un episodio della serie, e Say Something, in collaborazione con Christina Aguilera. Il singolo ha raggiunto la top ten di molte classifiche ed è stato certificato triplo disco di platino in Canada e doppio disco di platino negli Stati Uniti.

## Storia del gruppo
Ian Axel debuttò nel mondo della musica nel 2006. La sua canzone This Is the New Year fu ben presto conosciuta grazie ad iTunes, che la classificò fra i Discovery Download, e grazie al suo video su YouTube. Successivamente venne scelta come sigla dello show di MTV Teenager in crisi di peso.
Nel 2007 pubblicò un EP dal titolo im on to you e nel 2010 l'album This Is the New Year. Inizialmente autoprodotto, This Is the New Year fu ridistribuito dalla tinyOGRE Entertainment e pubblicato il 15 febbraio 2011 in formato digitale e il 12 aprile su CD.
Nel frattempo, Ian entrò in contatto con Chad King. Entrambi, infatti, stavano frequentando lo Steinhardt Music Program presso l'Università di New York. Nonostante Chad King avesse partecipato all'ultimo album di Ian, This Is the New Year era stato pubblicato solo a nome di quest'ultimo. Così i due decisero di formare ufficialmente un duo, scegliendo come nome "A Great Big World".
Nel 2013 firmarono un contratto con la Epic Records e il 21 maggio ri-pubblicarono This Is the New Year come EP di tre tracce e come singolo. La title track è stata interpretata dal cast di Glee durante un episodio della serie ed è apparsa in molti altri show televisivi.
Successivamente hanno pubblicato il singolo Say Something, in collaborazione con Christina Aguilera. Il singolo ha raggiunto la top ten di molte classifiche ed è stato certificato triplo disco di platino in Canada e doppio disco di platino negli Stati Uniti d'America.
Nel 2014 hanno pubblicato il loro primo album in studio, intitolato Is There Anybody Out There?, pubblicato sempre dalla Epic Records. L'album ha raggiunto la terza posizione negli Stati Uniti e in Canada.
Ricevono una nomination e vincono alla 57ª edizione dei Grammy Awards nella categoria "Best Pop Duo/Group Performance" per Say Something.
Hanno pubblicato il loro secondo album, When the Morning Comes, il 13 novembre 2015.

## Formazione
- Chad King – chitarra, voce
- Ian Axel – pianoforte, voce

## Discografia

### Album in studio
- 2014 – Is There Anybody Out There?
- 2015 – When the Morning Comes

### Singoli
- 2013 – This Is the New Year
- 2013 – Say Something (con Christina Aguilera)
- 2014 – Already Home
- 2014 – Rockstar
- 2015 – Hold Each Other (feat. Futuristic)
- 2016 – Oasis
- 2016 – Won't Stop Running
- 2017 – When I Was a Boy
- 2018 – Younger
- 2018 – You
- 2019 – This Is Magic
- 2019 – Boys in the Street
- 2019 – Fall on Me (con Christina Aguilera)
- 2020 – I Will Always Be There